# 1920 في فرنسا
فيما يلي قوائم الأحداث التي وقعت خلال عام 1920 في فرنسا.

## سياسة

### تعيين في المنصب
- 11 يناير – ألبير فرانسوا لوبران عضو مجلس الشيوخ في الجمهورية الفرنسية الثالثة.
- 18 فبراير – بول ديشانيل رئيس فرنسا.
- 21 فبراير – ريمون بوانكاريه عضو مجلس الشيوخ الفرنسي.
- 23 سبتمبر – ألكسندر ميلران رئيس فرنسا.

### انتهاء فترة المنصب
- 10 يناير – جورج كليمنصو عضو مجلس الشيوخ في الجمهورية الفرنسية الثالثة، وزير الحرب.
- 20 يناير – ألبير فرانسوا لوبران نائب فرنسي.
- 18 فبراير – ريمون بوانكاريه رئيس فرنسا.
- 21 سبتمبر – بول ديشانيل رئيس فرنسا.

## رياضة
- 4 أبريل – سباق باريس روبيه 1920 الفائزون بول ديمان، لوسيان بويس، أوجين كريستوف.

## ظهور
- 1 يناير – ملكة جمال فرنسا

## كتب
من الكتب التي صدرت هذه السنة في فرنسا:
- 1 يناير – فالنشتاين من تأليف ألفرد دوبلن.

## مواليد

### فبراير
- 29 فبراير – ميشيل مورغان ممثلة فرنسية.

### مارس
- 5 مارس – غابرييل روبرت لاعب كرة قدم.
- 10 مارس – بورس فيان
- 30 مارس – فرنسوا بوير كاتب سيناريو فرنسي.

### أبريل
- 8 أبريل – فرد مور سياسي فرنسي.
- 17 أبريل – إدموند شارل-رو كاتبة فرنسية.

### مايو
- 8 مايو – مارك شوفالييه
- 19 مايو – روجر فريني كاتب فرنسي.

### يونيو
- 2 يونيو – موريس كوينتين درّاج طريق فرنسي.
- 15 يونيو – روجر بونتيه درّاج طريق فرنسي.
- 17 يونيو – فرنسوا جاكوب
- 19 يونيو – إيف روبرت

### يوليو
- 11 يوليو – سوزان برو كاتبة فرنسية.
- 19 يوليو – إميل آي دي درّاج طريق فرنسي.
- 19 يوليو – موريس بوكاي
- 23 يوليو – أدولف هاردي

### أكتوبر
- 20 أكتوبر – كليبر بيوت دراج فرنسي.
- 22 أكتوبر – سيليا بيرتن كاتبة فرنسية.

### نوفمبر
- 10 نوفمبر – هنري روكيه كاتب فرنسي.

### ديسمبر
- 5 ديسمبر – روجر يفيك درّاج طريق فرنسي.

## وفيات

### يناير
- 2 يناير – بول آدم (مواليد 1862)

### سبتمبر
- 24 سبتمبر – إينيسا آرماند (مواليد 1874) شخصية سياسية شيوعية فرنسية.